# Chris Somerville
Christopher Roland Somerville, genannt Chris Somerville, (* 11. Oktober 1947 in Kingston (Ontario)) ist ein kanadisch-amerikanischer Genetiker und Botaniker. Er ist einer der Pioniere der Forschung am Modellorganismus Arabidopsis thaliana.
Somerville studierte zunächst Mathematik und dann Genetik an der University of Alberta, erhielt dort den Bachelor-Abschluss in Mathematik 1974 und Master-Abschluss 1975 und wurde 1978  in Genetik promoviert. Als Post-Doktorand war er an der University of Illinois bei William Ogren. 1980 wurde er Assistant Professor für Genetik an der University of Alberta und 1982 Associate Professor für Molekularbiologie an der Michigan State University. an der er 1986 Professor wurde. 1994 wurde er Professor an der Stanford University und war dort Direktor der Abteilung Pflanzenbiologie der Carnegie Institution in Stanford. 2007 wurde er Professor und Direktor des Energy Bioscience Institute (EBI) an der University of California, Berkeley, das er aufbaute. 2017 wurde er emeritiert.
Für die Entwicklung von Arabidopsis thaliana als Modellorganismus erhielt er 2006 mit Elliot Meyerowitz den Balzan-Preis. Er erforschte an Arabidopsis und anderen Pflanzen molekulargenetische Grundlagen verschiedener Stoffwechselaspekte von Pflanzen (Photorespiration, Fettstoffwechsel, Cellulose-Synthese). 2002 war er an der ersten Genkartierungs-Klonierung eines Gens von Arabidopsis beteiligt und er war Hauptentwickler der Gen-Datenbank von Arabidopsis (The Arabidopsis Information Resource, TAIR). Später forschte er an der Entwicklung von Biobrennstoffen und anderen Chemikalien aus Pflanzen.
Er war Mitgründer von Biotech-Firmen.
1984 erhielt er einen Presidential Young Investigator Award der National Science  Foundation. 1987 erhielt er den Schull Award und 1993 die Gibbs Medal der American Society of Plant Physiologists. 2004 erhielt er die Mendel Medal. Er ist Fellow der Royal Society (1991) und der Royal Society of Canada (1993) und der National Academy of Sciences (1996). Er ist sechsfacher Ehrendoktor, unter anderem der Queen’s University (D.Sc.), der Universität Wageningen (1998) und der University of Alberta. 1992 erhielt er einen Humboldt-Forschungspreis.

## Schriften
Außer die in den Fußnoten zitierten Arbeiten.
- mit Mark Estelle: The mutants of Arabidopsis, Trends in Genetics, Band 2, 1986, S.  89–93
- mit G. W. Haughn: Sulfonylurea resistant mutants of Arabidopsis,  Molec. Gen. Genet., Band 204, 1986, S. 430–434
- mit M. Estelle: Auxin-resistant mutants of Arabidopsis, Molec. Gen. Genet., Band 206, 1987, S. 200–206
- mit A. B. Bleecker, M. Estelle, H. Kende: A dominant mutation confers insensitivity to ethylene in Arabidopsis thaliana, Science, Band 241, 1988, S. 1086–1089
- mit R. N. Wilson: Gibberellin is required for flowering but not for senescence in Arabidopsis thaliana under short days, Plant Physiol., Band 100, 1992, S. 403–408
- mit T. Newman u. a.: Genes galore: a summary of the methods for accessing the results from large-scale partial sequencing of anonymous Arabidopsis cDNA  clones, Plant Physiol., Band 106, 1994, S. 1241–1255
- mit S. R. Cutler, D. W. Ehrhardt, J. S. Griffitts: Random GFP  cDNA fusions enable visualization of subcellular structures in cells of Arabidopsis at a high frequency,  Proc. Natl. Acad. Sci. USA, Band 97, 2000, S. 3718–3723
- The twentieth century trajectory of plant biology, Cell, Band 100, 2000, S. 13–25
- mit Maarten Koornneef: A fortunate choice: the history of Arabidopsis as a model plant, Nature Reviews Genetics, Band 3, 2002, S.  883–889.
- mit Stefan Bauer u. a.: "Toward a Systems Approach to Understanding Plant Cell Walls, Science, Band 306, 2004, S. 2206–2211.
- Cellulose synthesis in higher plants, Annu. Rev. Cell Dev. Biol., Band 22, 2006, S. 53–78
- Biofuels, Current Biology, Band 17, 2007, S. 115–119.
- mit D. Tilman R. Williams u. a.: Beneficial Biofuels—The Food, Energy, and Environment Trilemma, Science, Band 325, 2009, S. 270–271
- mit A. Carroll:  Cellulosic biofuels, Annu. Rev. Plant Biol., Band 160, 2009, S.  165–182
- mit H. Youngs, C. Taylor, S. Davis, S. P. Long: Feedstocks for lignocellulosic biofuels, Science, Band 329, 2010, S. 790–792